# Dracocephalum kafiristanicum
Dracocephalum kafiristanicum là một loài thực vật có hoa trong họ Hoa môi. Loài này được Bornm. mô tả khoa học đầu tiên năm 1934.